# Vladimir Obuchov (allenatore di pallacanestro)
Vladimir Nikolaevič Obuchov (in russo Владимир Николаевич Обухов?; Mosca, 21 agosto 1935 – 16 luglio 2020) è stato un allenatore di pallacanestro sovietico.

## Carriera
Ha guidato l'Unione Sovietica ai Campionati mondiali del 1986 e ai Campionati Europei del 1985.